# Hohe Veitsch
Die Hohe Veitsch, auch Veitsch, Veitschalpe, ist mit einer Höhe von 1981 m ü. A. das höchste Bergmassiv der Mürzsteger Alpen in der Steiermark.
Der aussichts- und blumenreiche Kalkstock erstreckt sich von Hauptgipfel im Westen   nach Osten (Plateau auf etwa 1500 m) bis zur Klein-Veitsch-Alm über rund 5,5 km.
Auf dem Plateau, knapp unterhalb des Gipfels, befindet sich das Graf-Meran-Haus des ÖTK (1836 m). Die Grundbauernhütte (1451 m ü. A.) liegt an den östlichen Ausläufern des Bergs.
Der Gipfel selbst bildet die geografische Grenze zwischen den Gemeinden Mariazell und Sankt Barbara im Mürztal.

## Aufstiege
- Vom Niederalpl (Passhöhe, 1221 m) führt der Nord-Süd-Weitwanderweg (Österreichischer Weitwanderweg 05) auf die Sohlenalm (1352 m), an der Westseite des Wildkamms entlang, dann durch eine Steinrinne hinauf auf den Gipfel (ca. 3 bis 3½ Stunden).
- Der Weg 465 führt von der Ortschaft Niederalpl über die sogenannte Rodel auf den Gipfel (ca. 2½ Stunden).
- Etwas weiter östlich führt der Steirische Mariazellerweg (Österreichischer Weitwanderweg 06B) von Dobrein (Mürzsteg) auf die Hochfläche (ca. 4 Stunden).
- Vom Süden her kommend (Brunnalm, Gemeinde Veitsch) zeigt sich die Hohe Veitsch als mächtiger Kalkgebirgsstock mit steil abfallenden Südwänden. Das Graf-Meran-Haus erreicht man entlang des Serpentinenweges westlich der Felswände (westlich der sogenannten 'Hundsschupfen'; 1½ bis 2 Stunden ab Brunnalm) oder über die 'Goaß-Steign' (östlich der Felswände, etwa 2½ Stunden).[3]
- Vom Osten führt der Nordalpenweg (Österreichischer Weitwanderweg 01) aus dem Mürztal zur Grundbauerhütte und weiter über das Plateau auf den Gipfel (2½ Stunden).
- Vom Südwesten führt der Teufelssteig zum Graf-Meran-Haus; dieser vereinigt die Weitwanderwege 01 und 05 sowie den Steirischen Mariazellerweg, welche die Veitsch auch mit dem Steirischen Seeberg verbinden. Der Teufelssteig ist auch von der Brunnalm erreichbar.

## Plateauwanderung
Die landschaftlich eindrucksvolle Überschreitung des Plateaus vom Graf-Meran-Haus über die Hohe Veitsch, den Seeboden und die Seebodenhütte bis zur Grundbauernhütte auf der Kleinveitschalm erfordert etwa 2½ Stunden. In die Gegenrichtung ist wegen der Steigungen etwas mehr Zeit einzuplanen.